# Centrale nucléaire de Darlington
La centrale nucléaire de Darlington est une centrale nucléaire canadienne en Ontario, sur la côte nord du Lac Ontario, à Clarington, à 60 km à l'est de Toronto.
L'exploitant de la centrale est Ontario Power Generation (OPG).
Depuis 1993, quatre réacteurs à eau lourde pressurisée CANDU 850 sont opérationnels pour une puissance installée totale de 3 512 MWe, ce qui en fait la deuxième centrale la puissante du Canada après celle de Bruce.

## Description
La centrale a été construite par étape entre 1981 et 1993 par Ontario Hydro Corporation. Elle dispose de 4 réacteurs nucléaires CANDU et dispose donc d'une puissance totale de 3 524 MW quand toutes les unités sont en fonctionnement.
La centrale de Darlington est associée à un important dépassement budgétaire du chantier du premier réacteur : le coût initial estimé à 2,5 milliards de dollars canadien, atteignit 14,4 milliards de dollars canadien.

## Exploitation

### Analyse de risques
Selon le Sierra Club du Canada, un organisme écologiste de l'Ontario, si un accident nucléaire survenait à la centrale de Darlington, les citoyens de Montréal et de Syracuse, dans l'État de New York, seraient plus exposés que ceux de Toronto. En effet, les vents dominants d'ouest poussent la pollution atmosphérique de la région de Toronto vers le Québec et le nord des États-Unis[réf. nécessaire].

### Prolongation d'exploitation
Le réacteur no 2 est remis à neuf entre octobre 2016 et juin 2020 afin de prolonger sont exploitation d'un trentaine d'années supplémentaires. La rénovation du réacteur no 3 devrait commencer en 2020, celle du réacteur no 1 en 2022, et celle du réacteur no 4 en 2023. L'intégralité de la centrale devrait être rénovée pour 2026.

## Caractéristiques des réacteurs
Les quatre réacteurs sont des réacteurs CANDU 850 de conception canadienne et développés par EACL (Énergie Atomique du Canada Limitée). Ce sont des réacteurs à eau lourde pressurisée (PHWR) d'une puissance électrique nette de 878 MWe. 

### Définitions
Les caractéristiques des réacteurs sont données dans les tableaux ci-après ; les données sont principalement issues de la base de données PRIS (Power Reactor Information System) de l’Agence international de l'énergie atomique (AIEA) qui définit ainsi les termes :
- la puissance nette correspond à la puissance électrique délivrée sur le réseau et sert d'indicateur en termes de puissance installée ;
- la puissance brute correspond à la puissance délivrée par l'alternateur (soit la puissance nette augmentée de la consommation interne de la centrale) ;
- la puissance thermique correspond, à la puissance délivrée par la chaudière nucléaire.

Le début de construction correspond à la date de coulage des fondations du bâtiment réacteur. Une tranche (nom utilisé pour un réacteur complet) est considérée comme opérationnelle après son premier couplage au réseau électrique. La mise en service commerciale est le transfert contractuel de l’installation du constructeur vers le propriétaire ; intervenant en principe après réalisation des tests réglementaires et contractuels, et après fonctionnement continu à 100 % pendant une durée définie au contrat de construction.
| Unité | Modèle    | Statut       | Puissance   | Puissance   | Puissance        | Début de construction | Première divergence | Raccordement au réseau | Mise en service commercial |
| Unité | Modèle    | Statut       | Nette [MWe] | Brute [MWe] | Thermique [MWth] | Début de construction | Première divergence | Raccordement au réseau | Mise en service commercial |
| ----- | --------- | ------------ | ----------- | ----------- | ---------------- | --------------------- | ------------------- | ---------------------- | -------------------------- |
| 1     | CANDU 850 | Opérationnel | 878         | 934         | 2 776            | 1er avril 1982        | 29 octobre 1990     | 19 décembre 1990       | 14 novembre 1992           |
| 2     | CANDU 850 | Opérationnel | 878         | 934         | 2 776            | 1er septembre 1981    | 5 novembre 1989     | 15 janvier 1990        | 9 octobre 1990             |
| 3     | CANDU 850 | Opérationnel | 878         | 934         | 2 776            | 1er septembre 1984    | 9 novembre 1992     | 7 décembre 1992        | 14 février 1993            |
| 4     | CANDU 850 | Opérationnel | 878         | 934         | 2 776            | 1er juillet 1985      | 13 mars 1993        | 17 avril 1993          | 14 juin 1993               |

## Projet de SMR: BWRX-300
Le 2 décembre 2021, Ontario Power Generation annonce son intention de construire sur le site de Darlington un petit réacteur modulaire BWRX-300 de GE Hitachi Nuclear Canada ; ce réacteur de 300 MW serait le premier nouveau réacteur du pays depuis près de trente ans. La mise en service est prévue en 2028 ; GE Hitachi, basée en Caroline du Nord, a été préférée au canadien Terrestrial Energy et à X-energy.